# St. Andreas (Ochsenfurt)

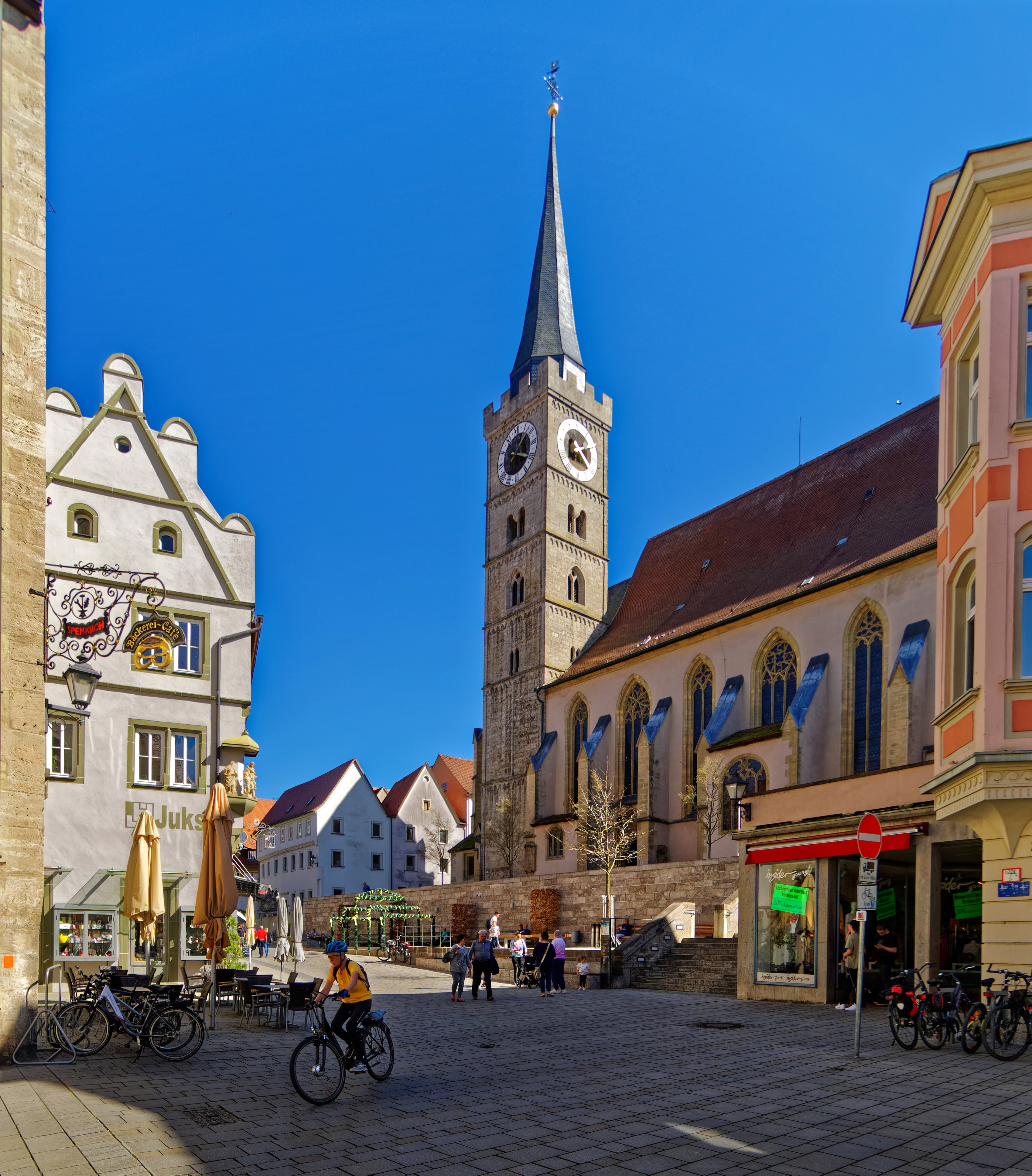
St. Andreas (Ochsenfurt)

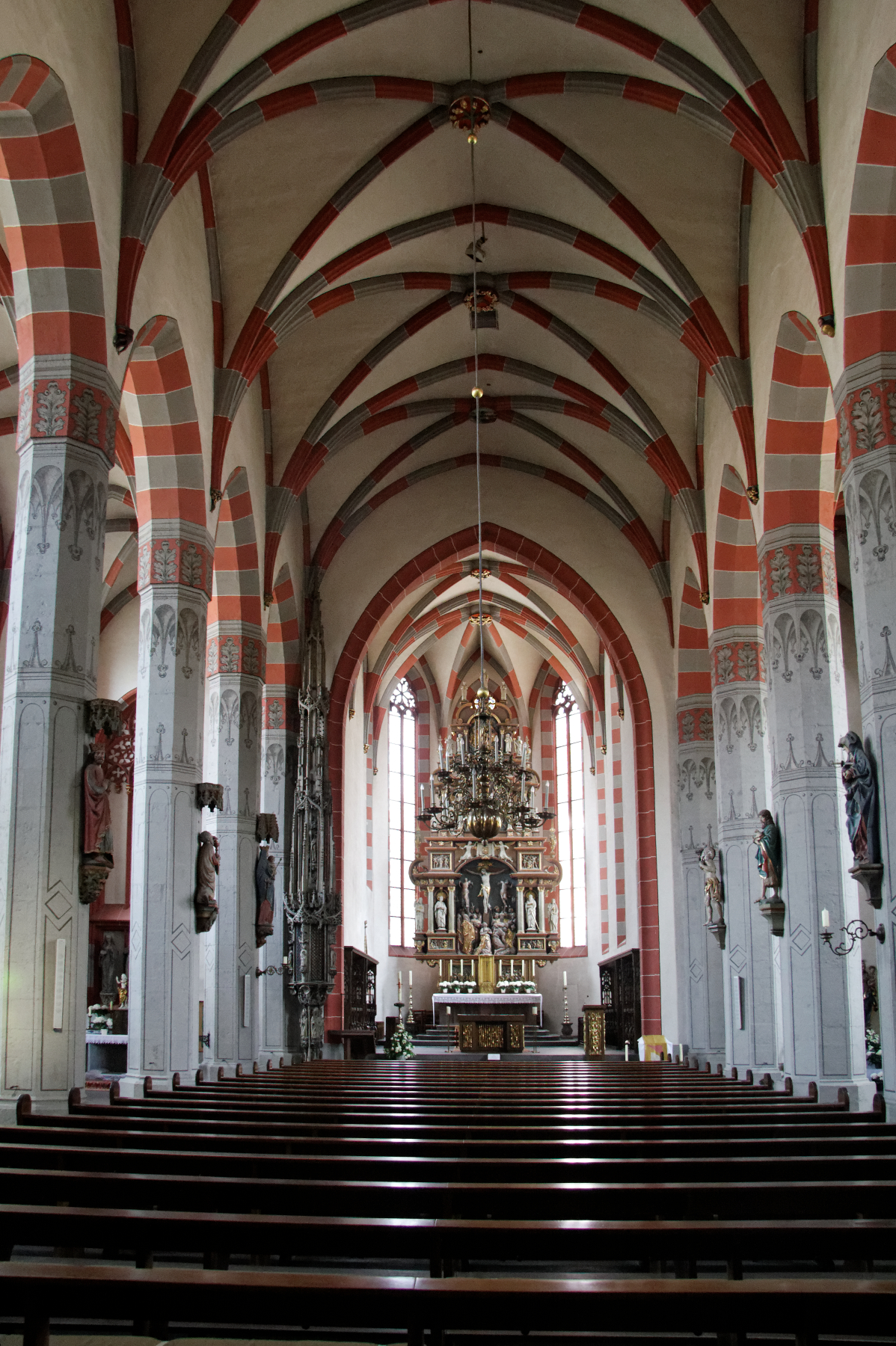
Innenansicht nach Osten

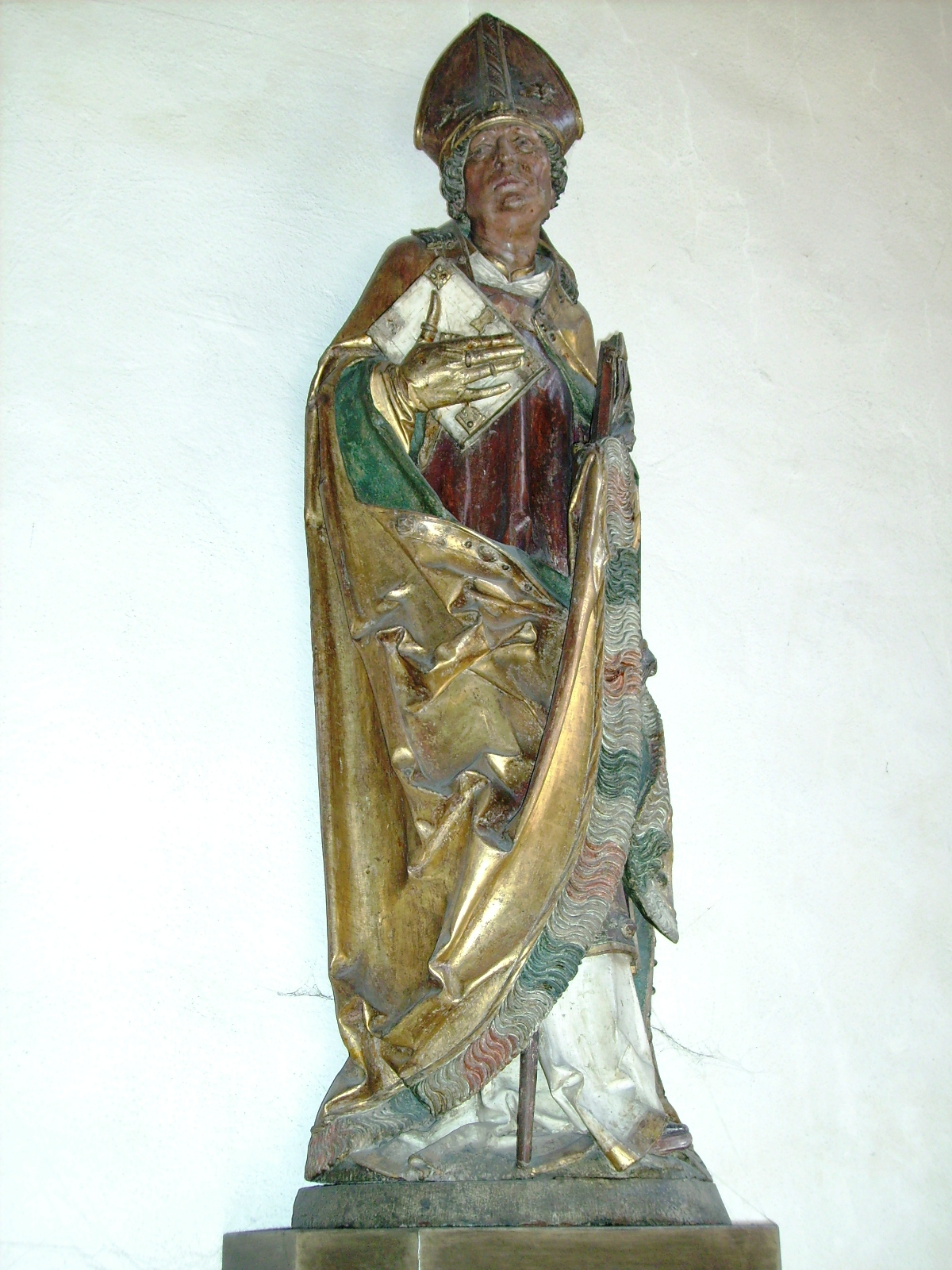
St.-Nikolaus-Figur (Tilman Riemenschneider)

Die römisch-katholische Pfarrkirche St. Andreas ist eine spätgotische Hallenkirche in Ochsenfurt im unterfränkischen Landkreis Würzburg in Bayern. Sie gehört wie die benachbarte Michaelskapelle zur Pfarrgemeinschaft Ochsenfurt im Dekanat Ochsenfurt des Bistums Würzburg und liegt am Fränkisch-Schwäbischen Jakobsweg von Würzburg nach Ulm.

## Geschichte und Architektur
Der älteste Teil der Kirche ist der Turm in der Nordostecke, der von einem 1288 geweihten Bauwerk stammt. Er zeigt einen schlanken sechsgeschossigen Aufbau teils in romanischen, teils in frühgotischen Formen, das Kirchenbauwerk selbst entstammt der zweiten Hälfte des 14. Jahrhunderts. Der Turm ist mit einem Zinnenkranz und mit einem Spitzhelm des 17. Jahrhunderts abgeschlossen. Die Kirche besteht aus einem gestreckten Chor mit Fünfachtelschluss und einem siebenjochigen Hallenlanghaus mit deutlich überhöhtem Mittelschiff, also einer Stufenhalle. Das Gewölbe wird von Achteckpfeilern gestützt, die mit unverändertem Profil in die Scheidbögen übergehen. Die niedrigen Strebepfeiler haben zu der Vermutung geführt, dass einst eine Basilika geplant war und die Seitenschiffe erst nachträglich verändert wurden. Im Jahr 1736 wurde an der Südostecke eine Johann-Nepomuk-Kapelle angebaut, welche die ehemalige Sakristei einschließt; heute befindet sich die Sakristei im Turmerdgeschoss.
Das Innere wird durch insgesamt vier Portale erschlossen, die jeweils auf der Nord- und Südseite im zweiten und im sechsten Joch angeordnet sind. Das östliche Portal auf der Nordseite hat ein maßwerkverziertes Tympanon.
Die Kreuzrippengewölbe ruhen auf Konsolen. Die Fenster sind mit reichem geometrischem Maßwerk versehen, das bis zu vereinzelten Ansätzen von Fischblasenmaßwerk entwickelt ist. Eine Westempore in Stein zieht sich durch die drei Schiffe. Die letzte Instandsetzung erfolgte in den Jahren 1986–1991.

## Ausstattung
Der Hochaltar ist ein Werk von Georg Brenck dem Älteren aus den Jahren 1610–1612 und wurde 1953 wieder aufgebaut, nachdem er 1892 durch einen neugotischen Aufbau ersetzt worden war. Dabei wurde er mit vier seitlichen Apostelfiguren sowie drei bekrönenden Heiligenfiguren ergänzt, die bei der Wiederaufstellung vom Würzburger Bildhauer Adolf Friedrich geschaffen worden sind. Der mächtige, dreigeschossige Aufbau ist reich mit Reliefs und Figuren ausgestattet, welche die Passion Christi und die Marienkrönung zeigen. Auch der Tabernakel wurde 1953 neu geschaffen, da das von 1764 stammende Original nicht erhalten ist.
Das zierliche Sakramentshaus links neben dem Chorbogen ist nürnbergischer Herkunft und wurde 1496–1498 geschaffen. Eine Sakramentsnische aus der Bauzeit des Chores ist ebenfalls erhalten. Das Taufbecken aus Bronze mit einer reichen, jedoch etwas steifen Gliederung ist eine Neufassung des 1457 von Hermann Vischer dem Älteren für die Stadtkirche Wittenberg geschaffenen Typs.
Das Chorgestühl stammt vom Ende des 15. Jahrhunderts, die Brüstungswände und der obere Abschluss wurden jedoch erneuert.
Die steinerne Gruppe der Heiligen Drei Könige am zweiten bis vierten Pfeiler der Nordseite wurde vermutlich zu Beginn des 15. Jahrhunderts geschaffen. Eine ältere Muttergottes spätestens vom Ende des 14. Jahrhunderts steht am ersten Pfeiler des Langhauses auf der Nordseite. Eine Statue des heiligen Andreas aus Ton am Mittelteil der Empore stammt aus der Zeit um 1420. 
Eine hölzerne Figur des schmerzhaften Muttergottes am dritten Pfeiler der Südseite mit feiner Gestaltung der Bewegung und  Gewandung bei freien Proportionen wurde um 1480 geschaffen. Eine steinerne Figur von Christus als Schmerzensmann aus der Zeit um 1345 ist am vierten Pfeiler der Südseite aufgestellt. 
Eine sehr fein gearbeitete Holzfigur des heiligen Nikolaus im südlichen Seitenschiff ist eine vermutlich eigenhändige Arbeit von Tilman Riemenschneider aus der Zeit um 1510. Eine farbig gefasste Madonna mit dem Jesuskind im südlichen Seitenschiff wurde um 1500 geschaffen. Der Figurenzyklus an den Langhauspfeilern und in den Seitenschiffen wurde mit weiteren neueren Figuren von Adolf Friedrich vervollständigt.
An der Rückwand der Empore sind große Ölgemälde mit Darstellungen der Martyrien der heiligen Sebastian und Barbara aus dem Jahr 1677 von Oswald Onghers angebracht.
Außen am Chor ist eine lebensgroße Ölberggruppe des 16. Jahrhunderts aus Stein zu finden.

### Orgel

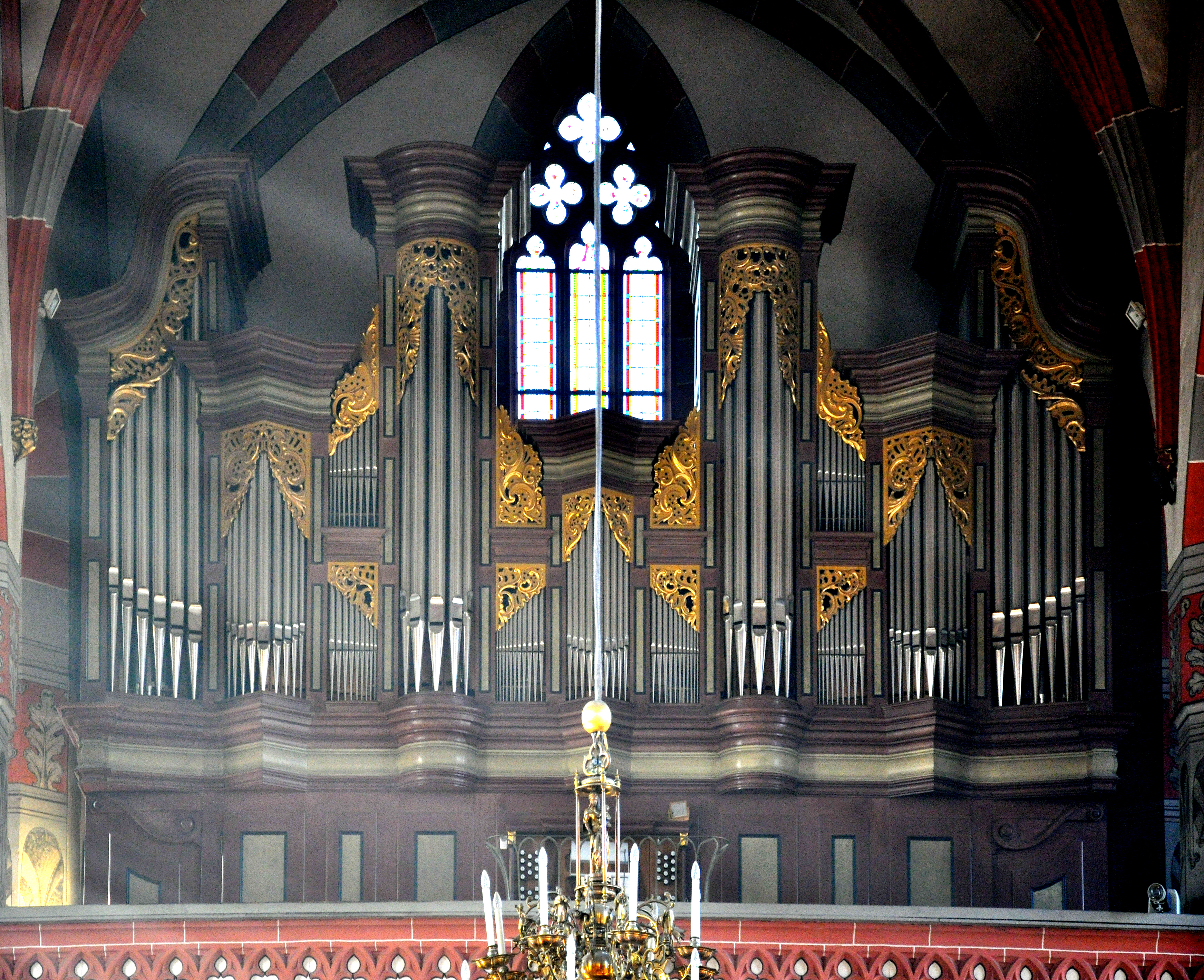
Orgelprospekt mit Schleierwerk

Die Orgel ist ein Werk der Firma Winterhalter Orgelbau aus dem Jahr 1997 mit 39 Registern auf drei Manualen und Pedal in einem Gehäuse von Johann Philipp Seuffert aus dem Jahr 1754. Sie ersetzt ein Werk von Willibald Siemann aus dem Jahr 1929. Die Spiel- und Registertrakturen sind mechanisch (Schleifladen).
| I Hauptwerk C–g3 |        |
| Bourdon          | 16'    |
| Principal        | 08'    |
| Gambe            | 08'    |
| Rohrflöte        | 08'    |
| Octave           | 04'    |
| Hohlflöte        | 04'    |
| Quinte           | 02 ⁄3' |
| Superoctave      | 02'    |
| Cornet V (ab g0) | 08'    |
| Mixtur IV-V      | 01 ⁄3' |
| Trompete         | 08'    |

| II Positiv C–g3 |        |
| Bourdon         | 8'     |
| Quintadena      | 8'     |
| Principal       | 4'     |
| Spitzflöte      | 4'     |
| Quinte          | 2 ⁄3'  |
| Octave          | 2'     |
| Terz            | 1 3⁄5' |
| Cymbel II-III   | 1'     |
| Vox Humana 0    | 8'     |
| Tremulant       |        |

| III Schwellwerk C–g3  |    |
| Principal             | 8' |
| Holzflöte             | 8' |
| Gedackt               | 8' |
| Salicional            | 8' |
| Vox Coelestis (ab c0) | 8' |
| Fugara                | 4' |
| Traversflöte          | 4' |
| Flageolet             | 2' |
| Mixtur III-IV         | 2' |
| Trompette Harmonique  | 8' |
| Hautbois              | 8' |
| Tremulant             |    |

| Pedal C–f1     |     |
| Principalbaß 0 | 16' |
| Subbaß         | 16' |
| Octavbaß       | 08' |
| Violoncello    | 08' |
| Octave         | 04' |
| Bombarde       | 16' |
| Posaune        | 08' |
| Clairon        | 04' |

### Glocken
Im Turm befinden sich fünf zum Teil historische Glocken, von denen vier das Hauptgeläute bilden. Die größte von ihnen ist die etwa 2700 Kilogramm schwere Bürgerglocke. Sie wurde 1518 vom damaligen Würzburger Gießermeister Hans Neuber in schwerer Rippe gegossen und ist von allen seinen Werken die größte, die noch existiert. Insgesamt haben nur 27 Neuberglocken den Zweiten Weltkrieg überlebt. Die Schlagtonfolge des Geläutes ist: c′, es′, g′ und as′.